# Ouadhia (comuna)
Ouadhia é uma cidade e comuna localizada na província de Tizi Ouzou, no norte da Argélia. Em 2008, sua população era de 15 771 habitantes.